# Ishtar TV
Ishtar TV (Syriaque: ܥܫܬܪ) est une chaîne de télévision Assyro-Chaldéenne-Syriaque qui a son siège à Erbil, en Irak. 

## Histoire de la chaîne
La chaîne, créée en 2005, tire son nom de la déesse assyro-babylonienne Ishtar, symbole de l'amour, de la fertilité et de la beauté. 
Elle veut être la voix des Assyro-Chaldéens-Syriaque d'Irak et sert à promouvoir les partis politiques qui travaillent pour le PDK (parti politique kurde) dirigé par Massoud Barzani, dirigeant du Kurdistan irakien.

## Organisation

### Dirigeants
Directeur général :
- George Mansour : 2005 - 06/2006

### Capital
Ishtar TV est financée par le gouvernement autonome du Kurdistan irakien.   

### Siège
La chaîne est basée à Erbil dans le Kurdistan irakien. Elle possède des bureaux à Bagdad, Kirkouk, Dohuk, Ninive.

## Programmes
Diffusée toute la journée, les émissions sont principalement en langue araméenne, en arabe et en kurde.